# Tancarville
Pour les articles homonymes, voir Tancarville (homonymie).
Tancarville est une commune française située dans le département de la Seine-Maritime en région Normandie.

## Géographie

### Localisation

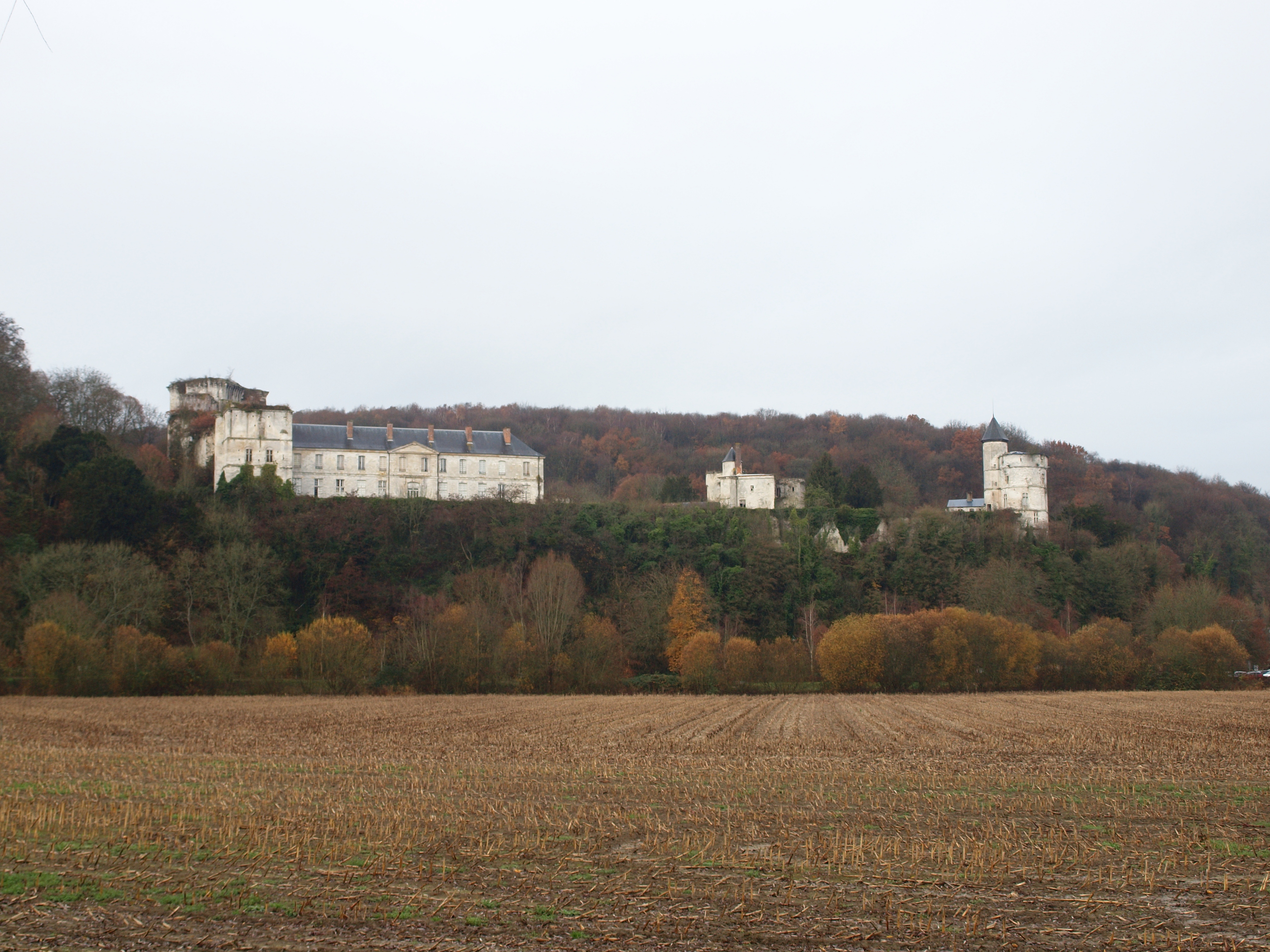
Vue générale sur le château.

Située sur la Seine, la commune est connue pour le pont de Tancarville, qui est un pont suspendu ouvert à la circulation en 1959.

### Communes limitrophes
| La Cerlangue | La Cerlangue            | Saint-Nicolas-de-la-Taille    |
| La Cerlangue | Tancarville             | Saint-Jean-de-Folleville      |
|              | la Seine Marais-Vernier | la Seine Quillebeuf-sur-Seine |

### Hydrographie
La commune est située dans le bassin Seine-Normandie. Elle est drainée par la Seine, le canal de Tancarville, la Brouisseresse, le Vivier et  et un autre petit cours d'eau,.
Tancarville est située sur la rive droite de l'un des méandres de la Seine. Celle-ci prend sa source à Source-Seine, en Côte-d'Or, sur le plateau de Langres, traverse le département avec de larges méandres sur son flanc sud et se jette dans la Manche entre Le Havre et Honfleur. Plusieurs ruisseaux, dont la Brouisseresse, y confluent dans le fleuve. La seine est franchie par le pont de Tancarville.
Le canal de Tancarville est un canal, chenal et un estuaire navigable d'une longueur de 28 km qui relie la commune  au Havre, où il se jette dans la Manche. 

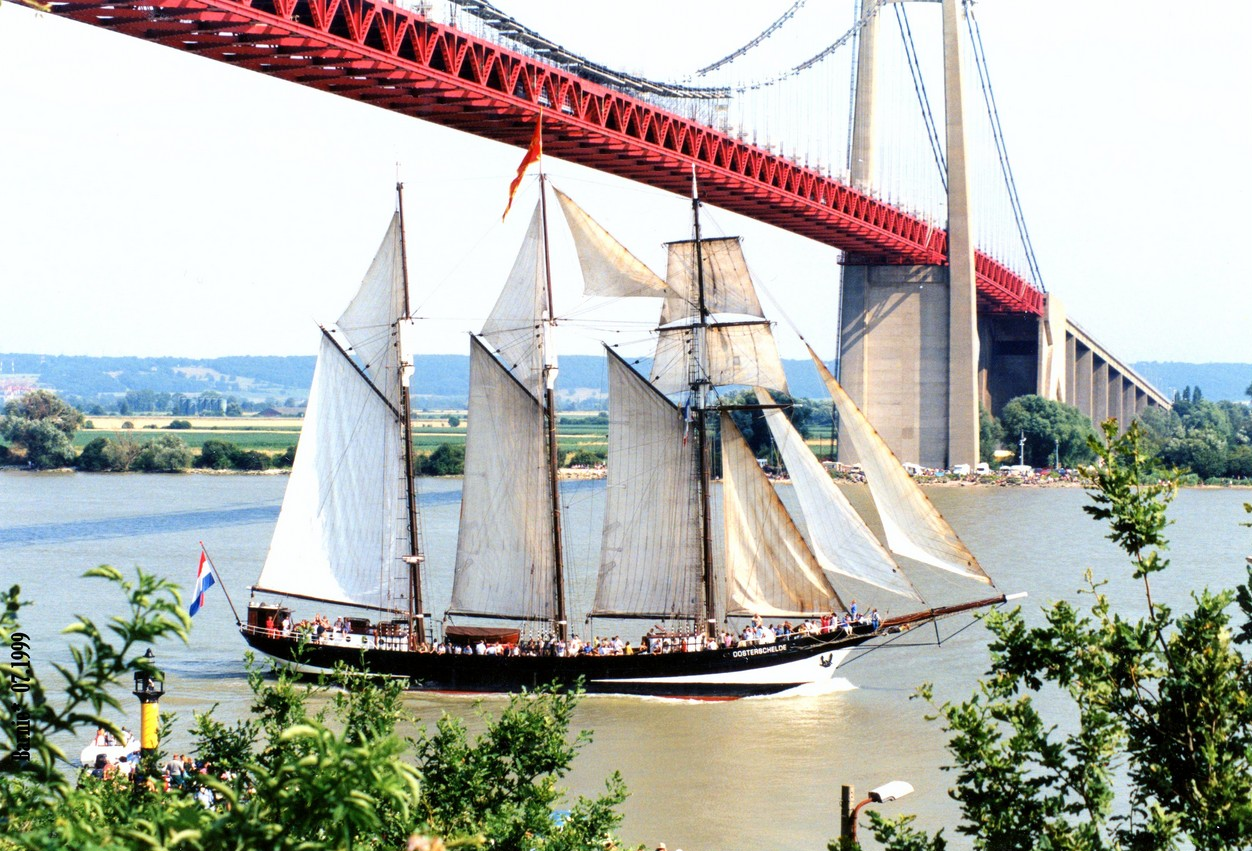
La goélette Oosterschelde franchit le pont de Tancarville lors de l'Armada du siècle en 1999.
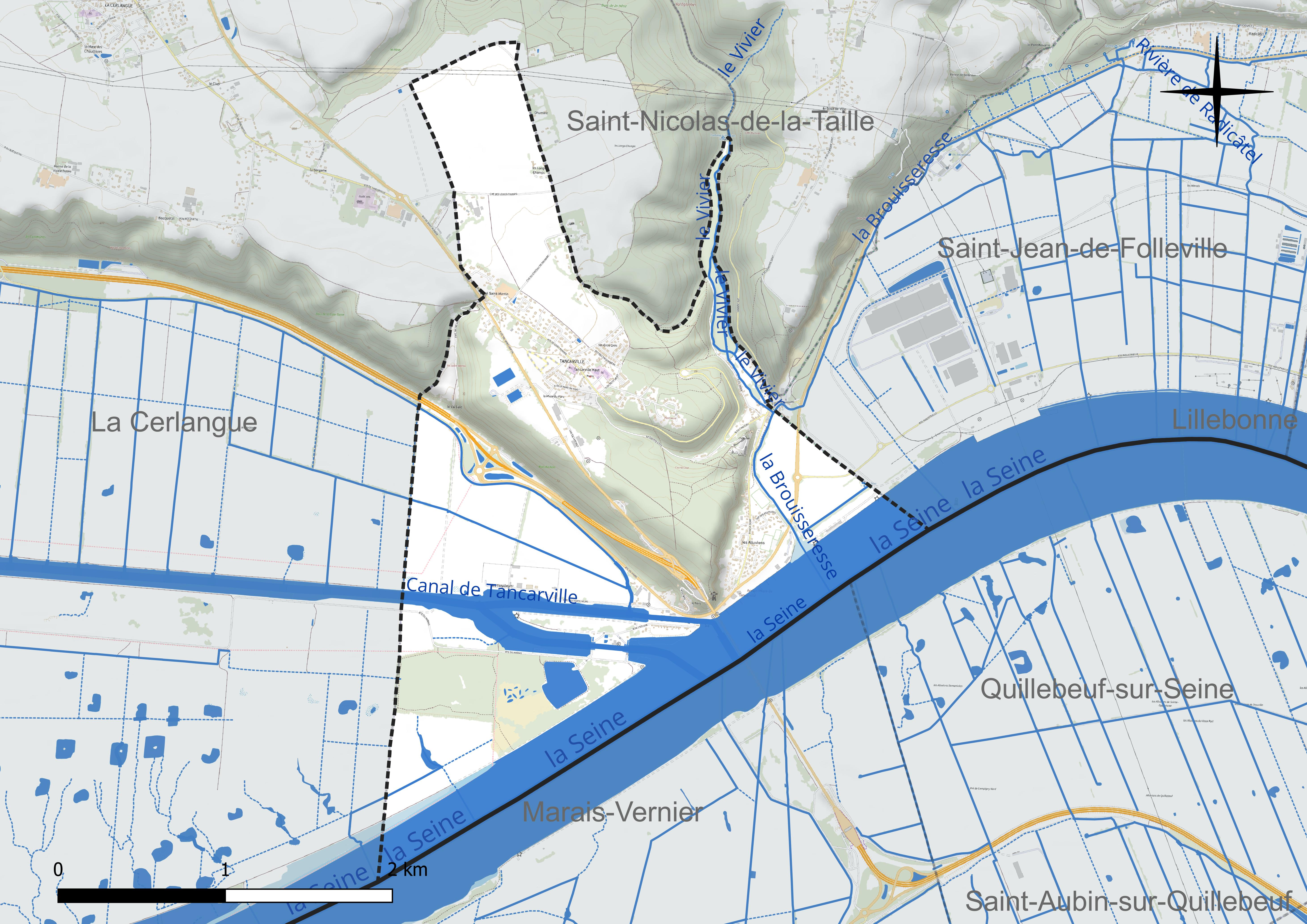
Réseau hydrographique de Tancarville.

### Climat
Pour des articles plus généraux, voir Climat de la Normandie et Climat de la Seine-Maritime.
En 2010, le climat de la commune est de type climat océanique franc, selon une étude du CNRS s'appuyant sur une série de données couvrant la période 1971-2000. En 2020, Météo-France publie une typologie des climats de la France métropolitaine dans laquelle la commune est exposée à un climat océanique et est dans la région climatique Côtes de la Manche orientale, caractérisée par un faible ensoleillement (1 550 h/an) ; forte humidité de l’air (plus de 20 h/jour avec humidité relative > 80 % en hiver), vents forts fréquents. Parallèlement le GIEC normand, un groupe régional d’experts sur le climat, différencie quant à lui, dans une étude de 2020, trois grands types de climats pour la région Normandie, nuancés à une échelle plus fine par les facteurs géographiques locaux. La commune est, selon ce zonage, exposée à un « climat maritime », correspondant au Pays de Caux, frais, humide et pluvieux, légèrement plus frais que dans le Cotentin.
Pour la période 1971-2000, la température annuelle moyenne est de 10,7 °C, avec une amplitude thermique annuelle de 12,8 °C. Le cumul annuel moyen de précipitations est de 824 mm, avec 12,6 jours de précipitations en janvier et 8 jours en juillet. Pour la période 1991-2020, la température moyenne annuelle observée sur la station météorologique la plus proche, située sur la commune de Petiville à 10 km à vol d'oiseau, est de 12,0 °C et le cumul annuel moyen de précipitations est de 844,9 mm,. Pour l'avenir, les paramètres climatiques de la commune estimés pour 2050 selon différents scénarios d'émission de gaz à effet de serre sont consultables sur un site dédié publié par Météo-France en novembre 2022.

### Milieux naturels et biodiversité
La commune fait partie du parc naturel régional des Boucles de la Seine normande.

## Urbanisme

### Typologie
Au 1er janvier 2024, Tancarville est catégorisée bourg rural, selon la nouvelle grille communale de densité à sept niveaux définie par l'Insee en 2022.
Elle est située hors unité urbaine. Par ailleurs la commune fait partie de l'aire d'attraction du Havre, dont elle est une commune de la couronne,. Cette aire, qui regroupe 116 communes, est catégorisée dans les aires de 200 000 à moins de 700 000 habitants,.
La commune, bordée par l'estuaire de la Seine, est également une commune littorale au sens de la loi du 3 janvier 1986, dite loi littoral. Des dispositions spécifiques d’urbanisme s’y appliquent dès lors afin de préserver les espaces naturels, les sites, les paysages et l’équilibre écologique du littoral, tel le principe d'inconstructibilité, en dehors des espaces urbanisés, sur la bande littorale des 100 mètres, ou plus si le plan local d’urbanisme le prévoit.

### Occupation des sols
L'occupation des sols de la commune, telle qu'elle ressort de la base de données européenne d’occupation biophysique des sols Corine Land Cover (CLC), est marquée par l'importance des territoires agricoles (38,9 % en 2018), en diminution par rapport à 1990 (43,6 %). La répartition détaillée en 2018 est la suivante : forêts (30,4 %), terres arables (26,2 %), eaux continentales (12,3 %), zones urbanisées (9,3 %), eaux maritimes (9 %), zones agricoles hétérogènes (6,7 %), prairies (6,1 %). L'évolution de l’occupation des sols de la commune et de ses infrastructures peut être observée sur les différentes représentations cartographiques du territoire : la carte de Cassini (XVIIIe siècle), la carte d'état-major (1820-1866) et les cartes ou photos aériennes de l'IGN pour la période actuelle (1950 à aujourd'hui).

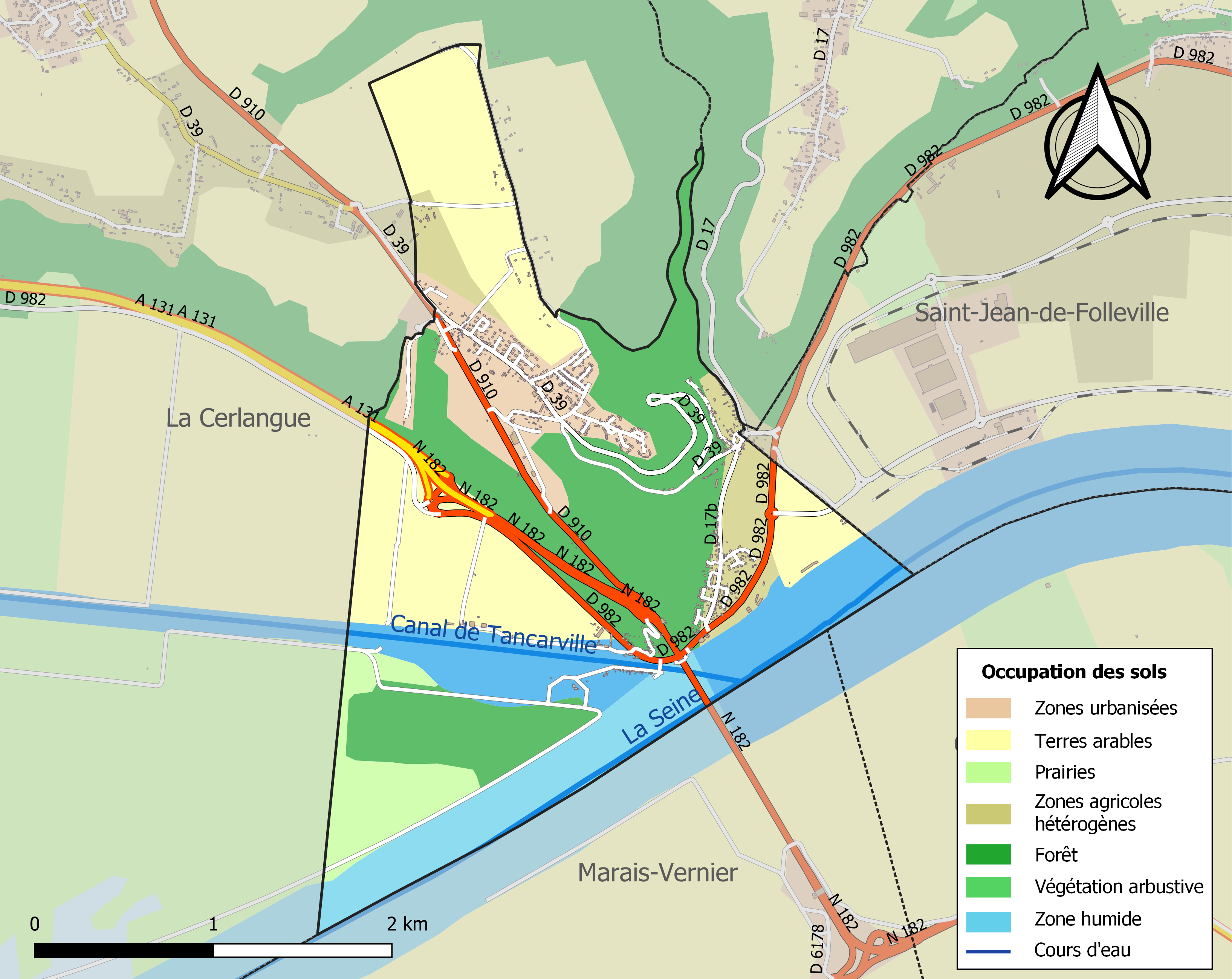
Carte des infrastructures et de l'occupation des sols de la commune en 2018 (CLC).

## Toponymie
Le nom de la localité est attesté sous les formes [Willelmus de] Tancarvilla en 1103, [Apud] Tancartivillam en 1105, [Portus] Tancardivillae en 1114, Tancardi Villa au début du XIIe siècle.
Il s'agit d'un toponyme en -ville au sens ancien de « domaine rural » (cf. villa), précédé d'un anthroponyme d'origine germanique, Tancrède (Tancredus) ou plus vraisemblablement Tancard (Tanc(h)ardus), et signifiant « domaine de Tancrède (ou de Tancard) ».
Le nom de la ville est aussi utilisé pour nommer un étendoir, surtout dans le nord-ouest de la France.

## Politique et administration
| Période       | Période                    | Identité                      | Étiquette | Qualité                                   |
| ------------- | -------------------------- | ----------------------------- | --------- | ----------------------------------------- |
| 1790          |                            | Nicolas Levasseur             |           | Laboureur                                 |
| 1804          |                            | Pierre Lebreton               |           | Laboureur-propriétaire                    |
| juillet 1814  | avril 1815                 | Louis Jacques Bouévin         |           | Cultivateur-propriétaire                  |
| mai 1815      |                            | Nicolas Maillard              |           |                                           |
| 1817          | 12 mai 1826                | Louis Jacques Bouévin         |           | Cultivateur-propriétaire                  |
| 1833          |                            | Charles François Baudouin     |           | Cultivateur-propriétaire                  |
| mai 1848      |                            | Constant Fortuné Désiré Galle |           | Capitaine des douanes en retraite         |
| juin 1855     |                            | François Baudouin             |           | Cultivateur-propriétaire                  |
| août 1865     |                            | Jean Louis Hède               |           | Conducteur des Ponts et Chaussées         |
| mars 1867     |                            | Emile Henry Lefrançois        |           | Cultivateur                               |
| mai 1884      |                            | Théophile Placide Lenud       |           | Restaurateur                              |
| mai 1888      |                            | Charles Vasse                 |           | Propriétaire                              |
| mars 1895     |                            | Barnabet Drouet               |           | Herbager                                  |
| mai 1900      |                            | Henry Verdier                 |           | Conducteur des Ponts et Chaussées         |
| mai 1904      |                            | Charles Dupray                |           | Epicier, propriétaire                     |
| mai 1908      |                            | Henry Verdier                 |           | Conducteur des Ponts et Chaussées         |
| mai 1923      |                            | Fernand Nicolas               |           | Ingénieur des ponts et chaussées          |
| février 1932  |                            | Ferdinand Prat                |           | Propriétaire                              |
| août 1932     |                            | Albert Délogé                 |           | Surveillant aux Ponts et Chaussées        |
| juin 1944     |                            | Fernand Nicolas               |           | Ingénieur des travaux publics de l'État   |
| décembre 1944 |                            | Charles Lejeune               |           | Chef de chantier                          |
| octobre 1947  |                            | Paul Montaigne                |           | Directeur d'école                         |
| mai 1953      |                            | Fernand Boulven               |           | Chef magasinier au Port Autonome de Rouen |
| décembre 1961 |                            | Gilbert Gibault               |           | Assistant technique des Travaux Publics   |
| mars 1965     |                            | Fernand Boulven               |           | Chef magasinier au Port Autonome de Rouen |
| mars 1983     |                            | Lucien Duval                  |           | Chef opérateur                            |
| mars 1989     | mars 2008                  | Bruno Marescot                |           | Responsable d'établissement de la Poste   |
| mars 2008     | juillet 2012               | Céline Turquetille            | DVD       | Démissionnaire                            |
| juillet 2012  | mai 2020                   | David Sablin                  | SE        | Infirmier                                 |
| mai 2020      | En cours (au 10 août 2020) | Frédéric Rabby-Demaison       | SE        |                                           |

## Démographie
L'évolution du nombre d'habitants est connue à travers les recensements de la population effectués dans la commune depuis 1793. Pour les communes de moins de 10 000 habitants, une enquête de recensement portant sur toute la population est réalisée tous les cinq ans, les populations de référence des années intermédiaires étant quant à elles estimées par interpolation ou extrapolation. Pour la commune, le premier recensement exhaustif entrant dans le cadre du nouveau dispositif a été réalisé en 2005.

En 2022, la commune comptait 1 226 habitants, en évolution de −5,11 % par rapport à 2016 (Seine-Maritime : +0,35 %, France hors Mayotte : +2,11 %).
| 1793 | 1800 | 1806 | 1821 | 1831 | 1836 | 1841 | 1846 | 1851 |
| ---- | ---- | ---- | ---- | ---- | ---- | ---- | ---- | ---- |
| 394  | 400  | 406  | 413  | 378  | 316  | 348  | 325  | 351  |

| 1856 | 1861 | 1866 | 1872 | 1876 | 1881 | 1886 | 1891 | 1896 |
| ---- | ---- | ---- | ---- | ---- | ---- | ---- | ---- | ---- |
| 363  | 401  | 445  | 401  | 386  | 472  | 567  | 575  | 581  |

| 1901 | 1906 | 1911 | 1921 | 1926 | 1931 | 1936 | 1946 | 1954 |
| ---- | ---- | ---- | ---- | ---- | ---- | ---- | ---- | ---- |
| 887  | 617  | 703  | 733  | 671  | 563  | 626  | 684  | 775  |

| 1962 | 1968 | 1975  | 1982  | 1990  | 1999  | 2005  | 2006  | 2010  |
| ---- | ---- | ----- | ----- | ----- | ----- | ----- | ----- | ----- |
| 938  | 921  | 1 026 | 1 139 | 1 326 | 1 234 | 1 233 | 1 236 | 1 346 |

| 2015  | 2020  | 2022  | - | - | - | - | - | - |
| ----- | ----- | ----- | - | - | - | - | - | - |
| 1 303 | 1 233 | 1 226 | - | - | - | - | - | - |

## Culture locale et patrimoine

### Lieux et monuments
- Le pont de Tancarville.
- Le phare de Tancarville, maison-phare construite au XIXe siècle, perchée sur une falaise dominant l'estuaire à plus de 50 m. Mis en service en 1838, le phare est éteint depuis 1868.
- Le canal de Tancarville a été achevé en 1887 sous la IIIe République. Il permet à la navigation fluviale de rejoindre la Seine à Tancarville. Il est situé à proximité immédiate du pont du même nom.
- Le château de Tancarville.
- Le Vallon du Vivier de Tancarville est une réserve naturelle.
- L'église Saint-Michel.
- Le monument aux morts (1922).

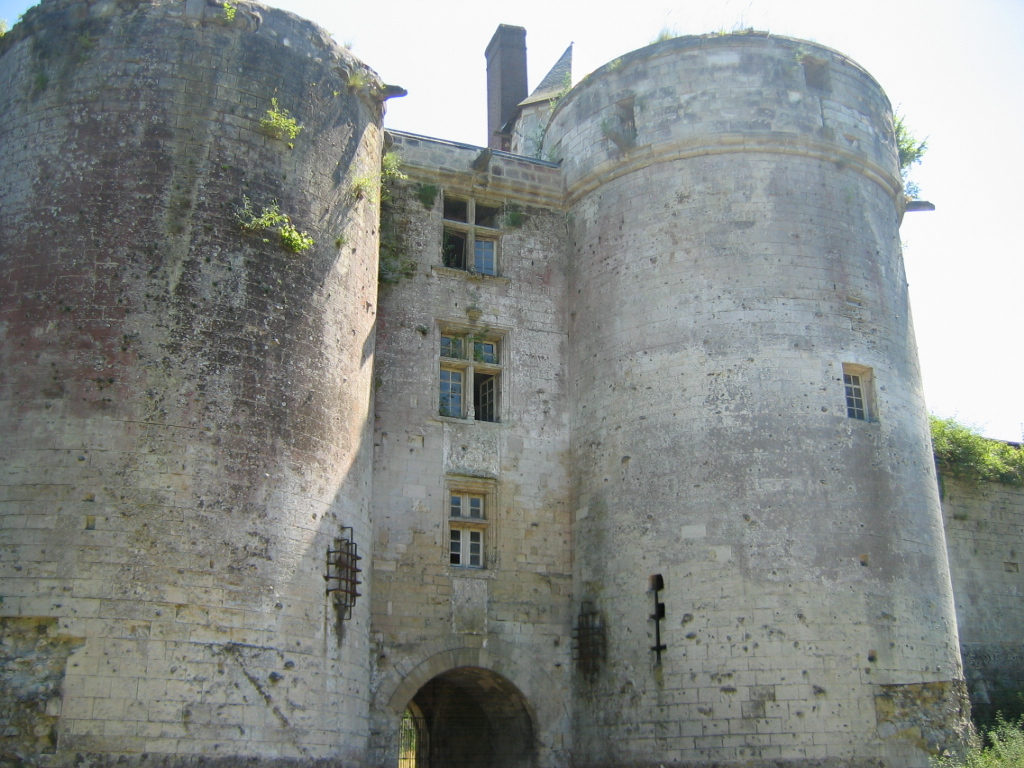
Le château.
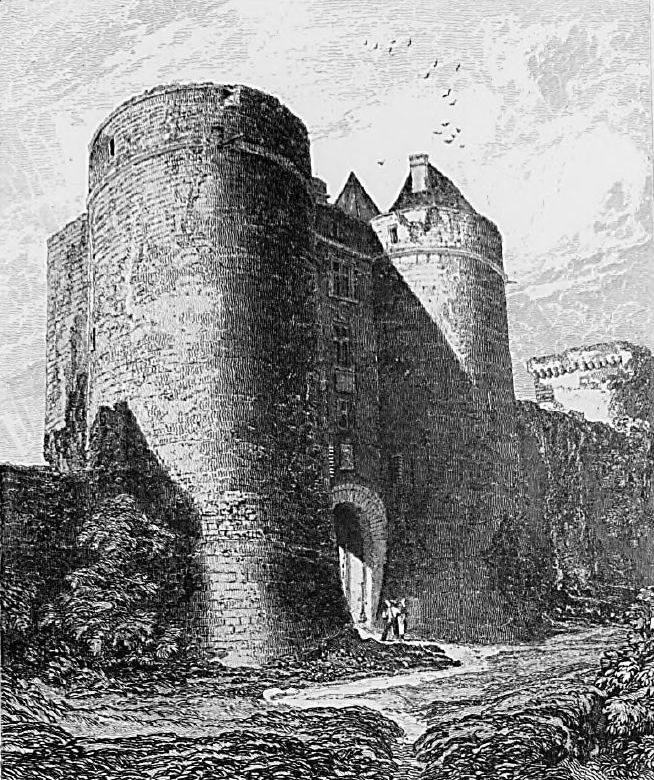
Le château vers 1822.
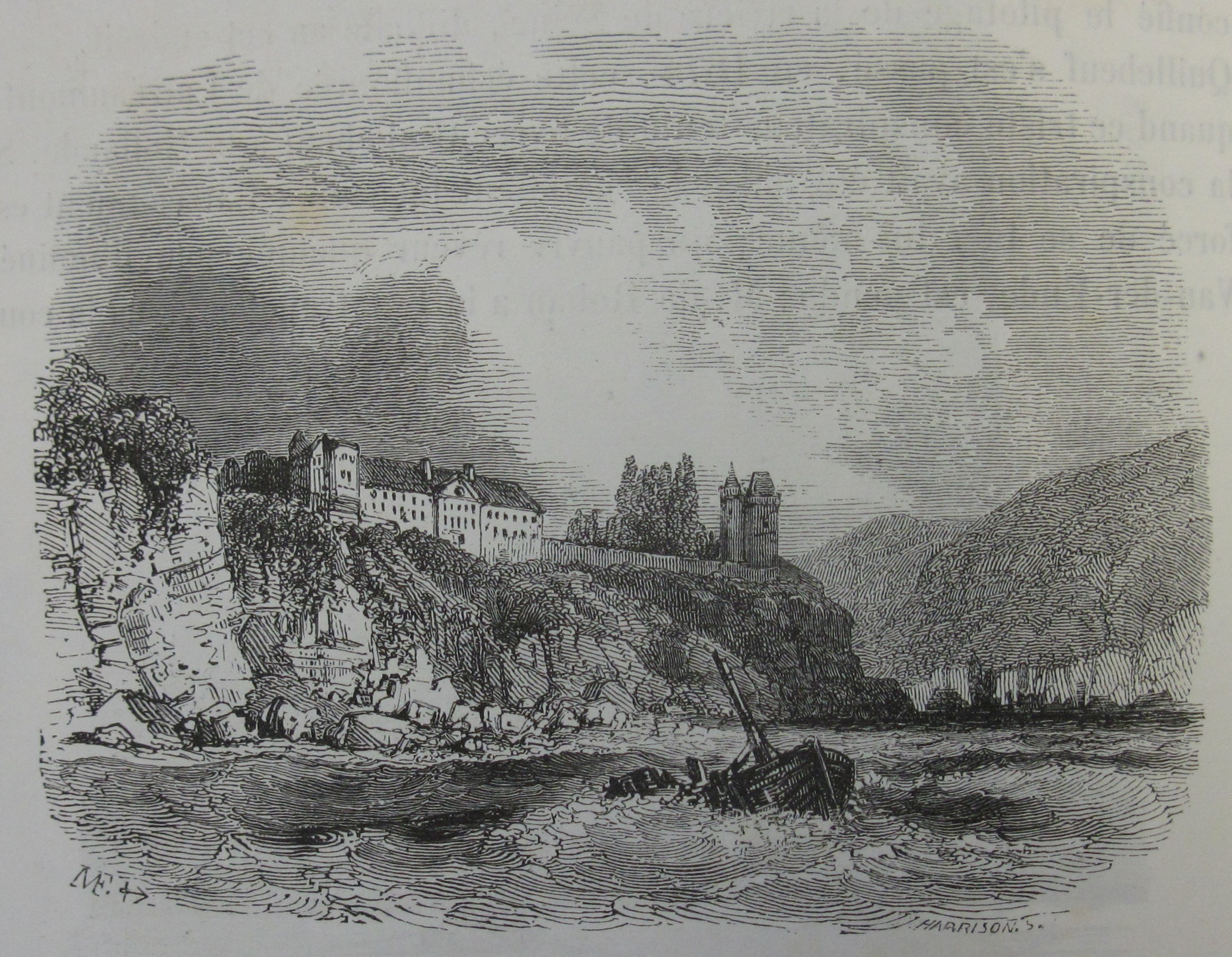
Illustration du château, dans La Normandie par Jules Janin.
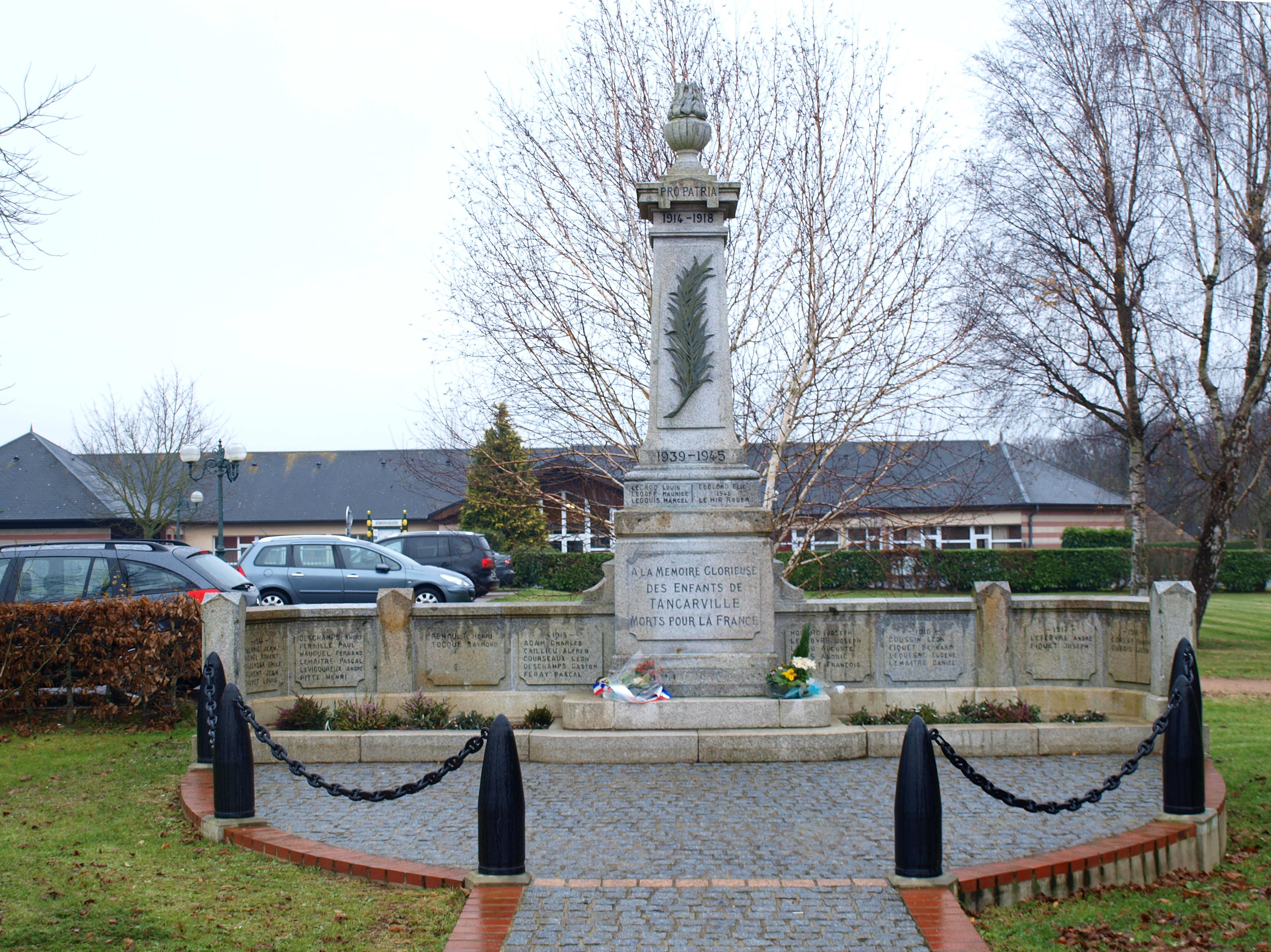
Le monument aux morts.
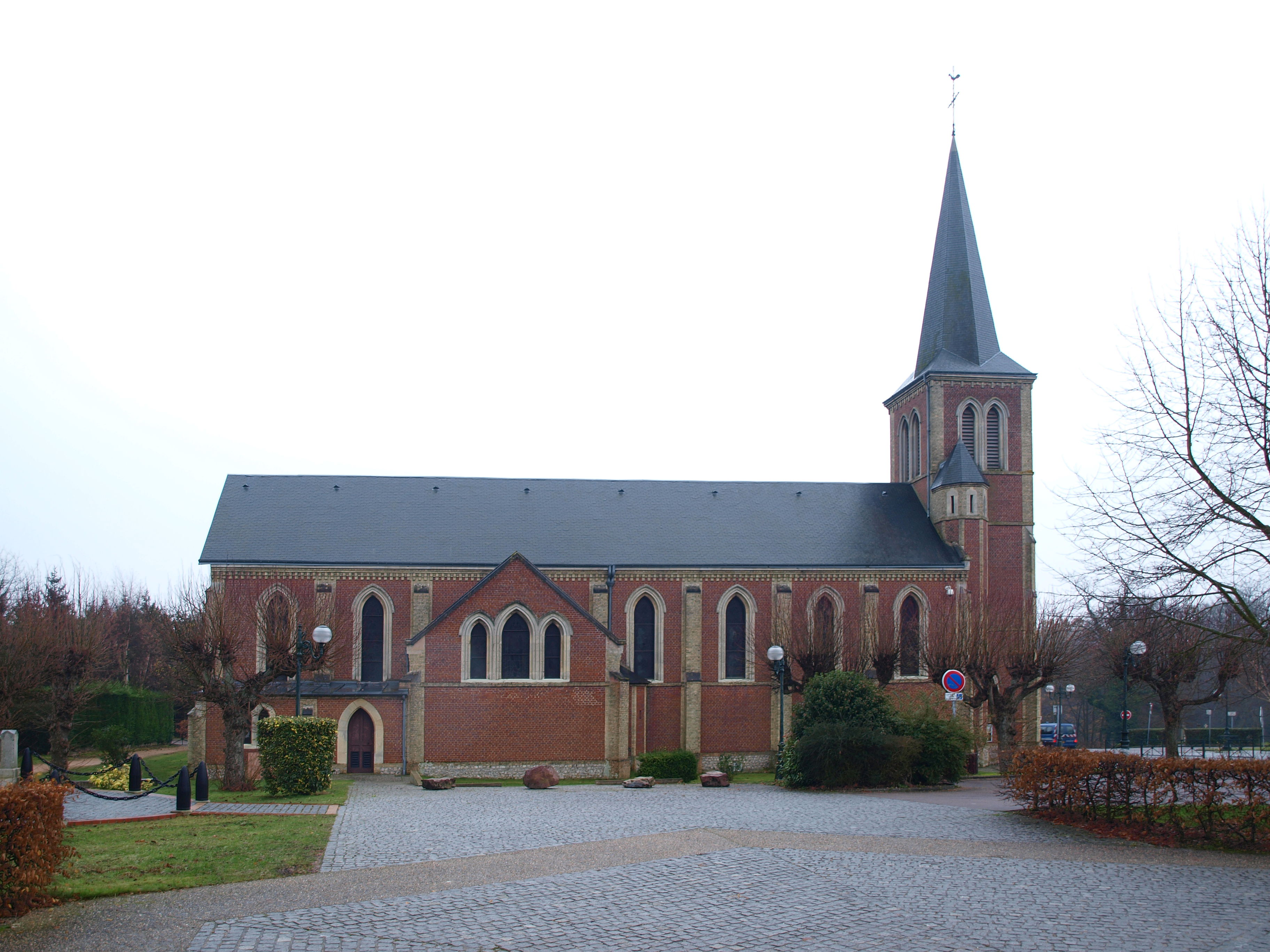
L'église.

### Vocabulaire
- Mot dérivé, par référence à ses nombreux haubans qui le rapproche du pont de Tancarville, Tancarville se dit d'une forme complexe, à plusieurs étages, par exemple d'étendoir à linge.

### Héraldique
| Armes de Tancarville | Les armes de la commune de Tancarville se blasonnent ainsi : De gueules à l'écusson d'or chargé d'un chêne de sinople, accompagné de huit angennes d'argent ordonnées en orle. Ce blason est une référence à celui porté par la famille de Tancarville, seigneurs de la ville jusqu'au début du XIVe siècle. |

## Pour approfondir